# كأس فيد 1998
كأس فيد 1998  هو الموسم 36 من  كأس فيد. أقيم خلال الفترة 16 فبراير 1998 وحتى 20 سبتمبر 1998، وفاز فيه منتخب إسبانيا لكأس فيد.